# وور غيمينغ
وور غيمينغ (المعروفة أيضًا باسم Wargaming.net) هي شركة ألعاب فيديو بيلاروسية مقرها في نيقوسيا، قبرص. تعمل المجموعة عبر أكثر من 20 مكتبًا حول العالم واستوديوهات تطوير، يقع أكبرها في مينسك، حيث نشأت الشركة. ركزت Wargaming في البداية على استراتيجية تعتمد على الأدوار وألعاب إستراتيجية في الوقت الفعلي، وتحولت إلى تطوير ألعاب حركة مجانية على الإنترنت في عام 2009، بما في ذلك لعبة عالم الدبابات المستندة إلى الفريق ذو الطابع العسكري.

## التاريخ

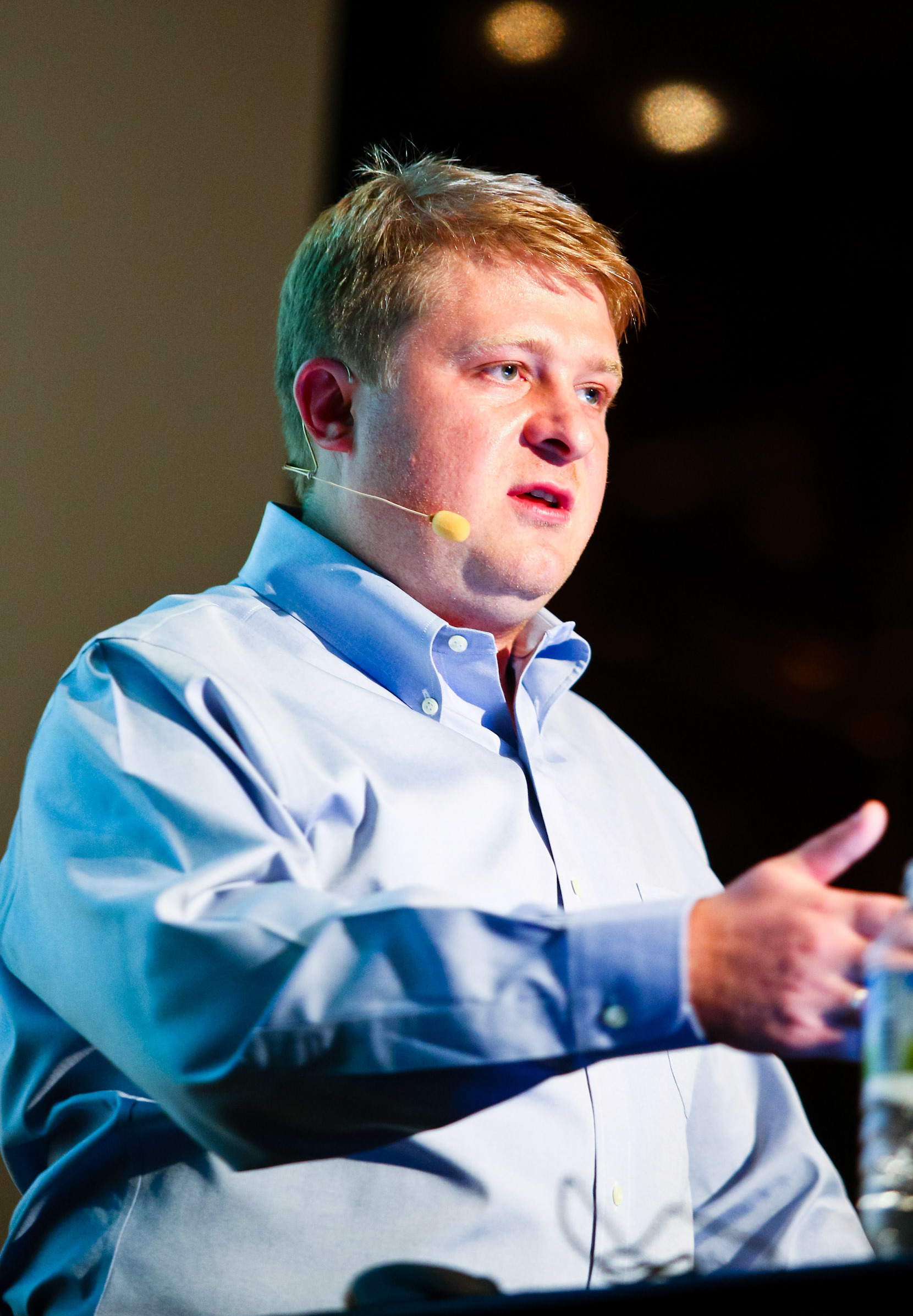
فيكتور كيسلي، المؤسس والرئيس التنفيذي لشركة Wargaming، في مؤتمر مطوري الألعاب لعام 2012

تم تأسيس Wargaming بواسطة فيكتور كيسلي في مينسك في 2 أغسطس 1998،  تعتزم الشركة كمطور لألعاب الفيديو الإستراتيجية. كان أول مشروع للشركة هو DBA Online —النسخة الرقمية لقاعدة منضدية مصغرة مجموعة De Bellis Antiquitatis- تم إطلاقه في عام 2000. بدأت Wargaming العمل على أول مشروع تجاري كامل النطاق لها، وهي لعبة إستراتيجية تعتمد على الخيال العلمي لعبة Massive Assault، في مارس 2002. على مدار خمس سنوات، شحنت الشركة خمسة مشاريع ضمن امتياز Massive Assault.
في 16 نوفمبر 2007، استحوذت Wargaming على مطور Arise ومقره مينسك. في ديسمبر 2008، أصدرت الشركة أول إستراتيجية لها في الوقت الحقيقي عملية Bagration. في 16 أبريل 2009 بدأت Wargaming العمل على لعبة إستراتيجية في الوقت الحقيقي Order of War. تم نشره بواسطة سكوير إنكس في 18 سبتمبر 2009. في 12 أغسطس 2010، أصدرت الشركة أول عنوان لها على الإنترنت، عالم الدبابات. في 12 أبريل 2011، تم إصدار سكوير إنكس في أمريكا الشمالية وأوروبا.

## تطوير الألعاب
| عام  | عنوان                                        | الناشر (الناشرون) | النوع                                  |
| ---- | -------------------------------------------- | ----------------- | -------------------------------------- |
| 2000 | DBA Online                                   | المناورات         | استراتيجية قائمة على الأدوار           |
| 2003 | اعتداء هائل                                  |                   | استراتيجية قائمة على الأدوار           |
| 2004 | شبكة الاعتداء الضخم                          |                   | استراتيجية قائمة على الأدوار           |
| 2005 | الاعتداء الضخم: الهيمنة                      |                   | استراتيجية قائمة على الأدوار           |
| 2006 | شبكة الاعتداء الضخم 2                        |                   | استراتيجية قائمة على الأدوار           |
| 2007 | اعتداء المجرة: سجين السلطة                   |                   | استراتيجية قائمة على الأدوار           |
| 2009 | وسام الحرب                                   | سكوير انيكس       | استراتيجية الوقت الحقيقي               |
| 2010 | ترتيب الحرب: التحدي                          | المناورات         | استراتيجية الوقت الحقيقي               |
| 2011 | عالم الدبابات                                | المناورات         | لعبة متعددة اللاعبين عبر الإنترنت      |
| 2013 | عالم الطائرات الحربية                        | المناورات         | لعبة حركة متعددة اللاعبين عبر الإنترنت |
| 2014 | عالم الدبابات: Xbox 360 Edition              | المناورات         | لعبة حركة متعددة اللاعبين عبر الإنترنت |
| 2014 | عالم الدبابات بليتز                          | المناورات         | لعبة حركة متعددة اللاعبين عبر الإنترنت |
| 2015 | عالم السفن الحربية                           | المناورات         | لعبة حركة متعددة اللاعبين عبر الإنترنت |
| 2015 | عالم الدبابات: Xbox One Edition              | المناورات         | لعبة حركة متعددة اللاعبين عبر الإنترنت |
| 2015 | جنرالات عالم الدبابات                        | المناورات         | لعبة الورق القابلة للتحويل             |
| 2016 | سحق فرقة                                     | خلايا WG          |                                        |
| 2016 | سيد الجبار: قهر النجوم                       | مختبرات WG        | استراتيجية قائمة على الأدوار           |
| 2016 | الحروب الهجينة                               | مختبرات WG        | مطلق النار من أعلى لأسفل               |
| 2018 | عالم السفن الحربية بليتز                     | المناورات         | لعبة حركة متعددة اللاعبين عبر الإنترنت |
| 2019 | باقان أون لاين                               | المناورات         | Hack'n'Slash ARPG                      |
| 2019 | World of Warships (Xbox One و PlayStation 4) | المناورات         | لعبة حركة متعددة اللاعبين عبر الإنترنت |

## الجوائز
- جائزة أفضل مطور ألعاب في GDC Russia 2009 (KRI-2009).[12]
- جائزة الإعلام في GDC Russia 2009 (KRI-2009).
- جائزة أفضل مطور ألعاب في GDC Russia 2010 (KRI-2010).[13]
- جائزة خاصة من الصناعة في GDC Russia 2011 (KRI-2011).[14]
- جائزة التميز الصناعي في GDC Russia 2012 (KRI-2012).[15]
- جائزة أفضل مطور ألعاب في GDC Russia 2012 (KRI-2012).